# 창립초등학교
창립초등학교는 대한민국 전라남도 곡성군 입면 입면로 495 (창정리)에 있었던 초등학교이다.

## 연혁
- 1967년 10월 27일 입면국민학교 창립분교장 설립인가
- 1968년 3월 3일 창립국민학교 개교
- 1981년 3월 1일 병설유치원 개원
- 1996년 3월 1일 창립초등학교로 개칭
- 2004년 3월 1일 입면초등학교와 통폐합